# Три дня в Одессе
«Три дня в Оде́ссе» — российская историческая криминальная мелодрама режиссёра и сценариста Алексея Пиманова, вышедшая в прокат 15 марта 2007 года, продолжение сериала «Александровский сад». Спустя месяц после премьеры кинофильм был адаптирован для телевидения в виде первых трёх серий сериала «Александровский сад 2».

## Сюжет
Действие происходит в 1947 году — через два года после Великой Отечественной войны. Сотрудник московской милиции Влад Кольцов отправлен в Одессу, чтобы забрать у местного уголовного авторитета Миши-Виртуоза картотеку агентуры румынской оккупационной полиции на территории Одесской области. В Одессе он встречается со своим старым приятелем Алексеем Казариным и его женой, а также совершенно случайно знакомится с Майей — племянницей Миши-Виртуоза. Позже он узнаёт, кем является Майя. С помощью любовницы Миши-Виртуоза — Лиды — Влад собирается завладеть картотекой, но Виртуоз разоблачает Лиду. Тогда Влад решает провернуть операцию в усадьбе Миши-Виртуоза. В этом ему помогают Казарин и Майя.

## В ролях
| Актёр                   | Роль                          |
| ----------------------- | ----------------------------- |
| Александр Макогон       | Влад Кольцов                  |
| Глафира Тарханова       | Майя                          |
| Ксения Кузнецова        | Татьяна Казарина              |
| Дмитрий Жулин           | Алексей Казарин               |
| Ольга Погодина          | Лида Шереметьева              |
| Олег Масленников-Войтов | Нефёдов                       |
| Владимир Качан          | Миша-Виртуоз                  |
| Валерий Жаков           | Пётр Саввич Шапилин           |
| Леонид Якубович         | Лев Аронович                  |
| Олег Мамыкин            | Свириденко                    |
| Татьяна Коновалова      | старшина Карасёва             |
| Денис Фалюта            | карманник / нищий у ресторана |
| Юлия Будихина           | Кира                          |
| Игорь Мирошниченко      | калека на вокзале             |
| Александр Арефьев       | майор НКВД                    |
| Светлана Солянкина      | Дора Абрамовна                |
| Наталья Дубровская      | одесcитка у таксофона         |

## Производство
На премьере в московском киноконцертном зале «Октябрь» Алексей Пиманов признался, что изначально в планах было снять «добрый фильм о любви». Съёмки начались в мае 2006 года.

## Релиз
Фильм вышел в российский прокат 15 марта 2007 года, дистрибьютор — «Каропрокат», возрастной рейтинг — 12+. Фильм собрал $1 482 879, число зрителей — более 300 тыс.
Релиз на DVD состоялся 16 июня 2009 года, дистрибьютор — «Первая Видеокомпания».

## Критика
Рецензент сайта Film.ru Стас Лобастов отметил сериальную манеру съёмки криминальных сцен.
Лидия Маслова из газеты «Коммерсантъ» назвала картину «добрым фильмом о любви к правопорядку».
Владимир Гордеев из журнала «Экранка.ру» поставил киноленте две звезды из пяти, охарактеризовав её как «double-ретро»: «Потому что в фильме слегка размыт фокус, дабы обкурить картинку ностальгической дымкой воспоминаний, — раз. Потому что он сделан в том неповоротливом ключе, в каком сделаны все советские военно-приключенческие фильмы 70—80-х годов, — два. В сумме получается что-то чрезмерно архаичное, пыльное. Такая вещь, за который лишний раз на чердак не полезешь. В смысле, вряд ли когда-нибудь захочется этот фильм пересмотреть».
Александр Иванов с сайта volgograd.ru раскритиковал сценарий и назвал фильм «образцом новой моды — огламуривания недалёкой советской истории».
Обзорщица с сайта sqd.ru похвалила передачу одесского колорита.
Василий Корецкий из московского издания TimeOut отметил, что хотел бы от Пиманова более современного сюжета — например, экранизацию дела Пуманэ, однако написал, что «тема „Мурки в кожаной тужурке“ у нас никогда не теряла актуальности».